# Villiers-sur-Loir
Villiers-sur-Loir – miejscowość i gmina we Francji, w Regionie Centralnym, w departamencie Loir-et-Cher.
Według danych na rok 1990 gminę zamieszkiwało 976 osób, a gęstość zaludnienia wynosiła 98 osób/km² (wśród 1842 gmin Regionu Centralnego Villiers-sur-Loir plasuje się na 407. miejscu pod względem liczby ludności, natomiast pod względem powierzchni na miejscu 1148.).